# Nghịch lý thời gian

Minh hoạ về nghịch lý thời gian.

Nghịch lý thời gian hay nghịch lý du hành thời gian là sự mâu thuẫn logic hay nghịch lý trong các lý thuyết giả định rằng "du hành thời gian" trở về quá khứ là khả thi. Có ít nhất ba giả thuyết tiền quả hậu nhân gợi ra bởi "du hành thời gian" từ một thời điểm về một thời điểm trước đó:
- Nghịch lý bản thể và tiền định, theo thứ tự, nói rằng, sự tồn tại của một vật thể, hay sự xuất hiện của một sự kiện là bởi vì có ảnh hưởng (ngược) lên nó bởi các sự kiện xảy ra trong tương lai của nó
- Nghịch lý ông nội, nói rằng, một sự kiện ngăn chặn một sự kiện xác định xảy ra trước đó bằng cách ảnh hưởng (ngược) lên sự kiện trước đó